# Nengmjon

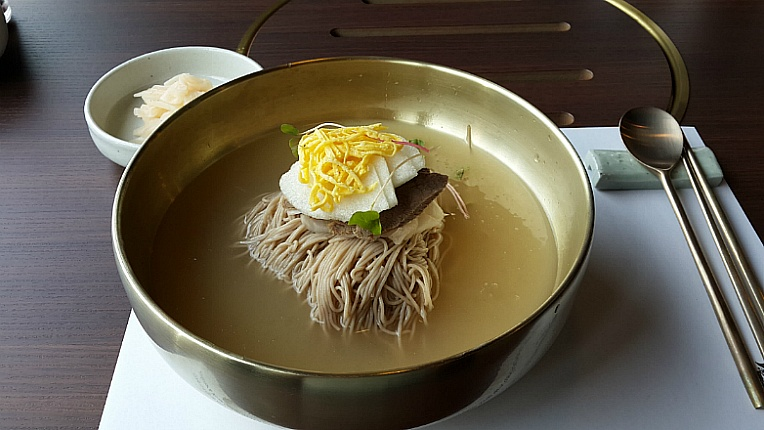
Nengmjon

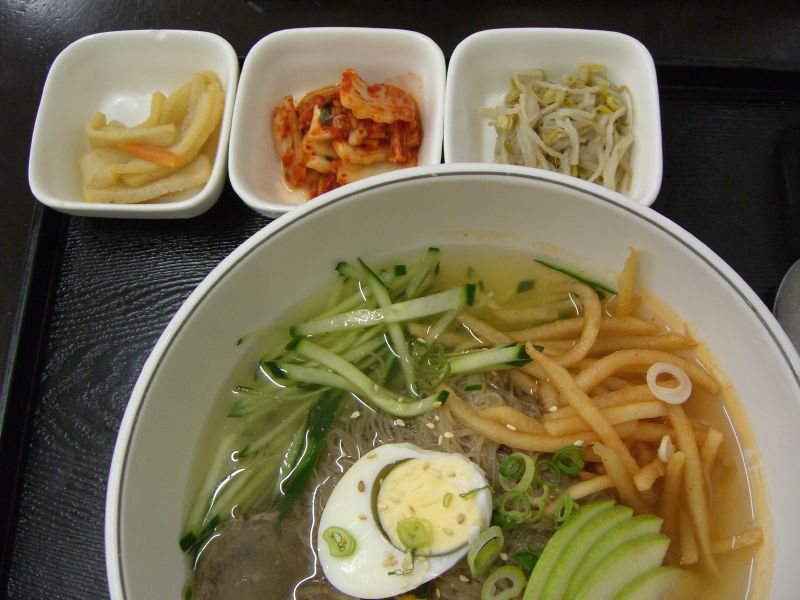

A nengmjon (hangul: 냉면, handzsa: 冷麺, RR: naengmyeon), észak-koreai nevén rengmjon (랭면) egy Észak-Koreából származó tésztaétel, amely különböző összetevők lisztjéből és keményítőjéből, mint például hajdina (메밀, memil), burgonya, édesburgonya, nyílgyökér (az ebből készült tészta sötétebb és rágósabb, mint a hajdinából készült tészták) és kuzdu (칡, csik) keményítőből készült, hosszú, vékony szálú tésztát tartalmaz. Ezek közül leginkább a hajdinából készített nengmjont fogyasztják. A nengmjon más fajtái különböző dolgokból készülnek, például hínár és zöld tea.
A modern időkben a vizes nengmjon (물 냉면, mul nengmjon) verzió nyáron közkedvelt és elterjedt, ezzel szemben a történelem során a nengmjont télen fogyasztották.

## Története
A 19. századi Tonggukszesigi (동국세시기, 東國歲時記) dokumentumai szerint nengmjont már a Csoszon-dinasztiától készítettek. Eredetileg a Koreai-félsziget északi részéről származó csemege volt, különösen Phenjan (평양) és Hamhung (함흥) városok területein volt népszerű, majd a koreai háború után széles körben elterjedt egész Korea területén, Észak- és Dél-Koreában is.
A nengmjont tradicionálisan egy nagy réz- vagy rozsdamentes acéltálban szolgálják fel, enyhén csípős hideg húslevessel, vékonyra vágott uborkával, pár szelet koreai körtével és széles szeletekre vágott, enyhén ecetes, savanyított retekkel. Tetejére vagy főtt tojást, vagy hideg, főtt marhahússzeleteket, esetenként mindkettőt tesznek. A fogyasztás előtt gyakran hozzáadnak csípős mustárszószt (vagy mustárolajat) és ecetet is. Hagyományosan a hosszú tésztát nem szokták elvágni, mert az élet hosszúságát és a jó egészséget reprezentálja, de az éttermekben a pincérek általában megkérdezik, hogy ollóval felvágják-e a tésztát evés előtt.

## Fajtái
A nengmjon két fő változata a vizes nengmjon (물 냉면, mul nengmjon) és a bibim nengmjon (비빔 냉면). Az előbbi marha, csirke vagy tongcshimi (동치미) levéből készült leves, melyet hideg tésztalevesként tálalnak. Az utóbbit főképp kocshudzsangból (고추장, csilipaprika-paszta) készített, csípős dresszinggel tálalják, és ezzel összekeverve fogyasztják. A bibim nengmjon esetében a mul nengmjonból készült levet vagy a tésztából kiszűrt alaplevet gyakran mellé tálalják. A levest tálalhatják melegen vagy hidegen az étterem és a lé fajtájától függően. Köretként gyakran kíséri főtt tojás és szeletelt uborka.
A mul nengmjon Phenjanból származik. A phenjani nengmjon főképp hajdinából és vagy marha-, vagy fácánlevesből készül. Emellett tongcshimi levet vagy annak keverékét használnak, miközben szeletelt retekdarabokat raknak az ételbe. Étkezés előtt ízlés szerint az ételbe ecetet, mustárolajat (a legtöbb étteremben a vendég kérésére biztosítják) és cukrot tesznek. A dél-koreaiak viszont nem raknak bele cukrot, illetve kifejezetten marhahúslevesből készítik. Dél-Csolla tartományban a mul nengmjont gyakran csilipaprika-pasztával tálalják, melyet összekevernek az alaplével. Ez a módszer hasonló ahhoz, amikor a tál alaplevet a bibim nengmjonhoz adjuk.
A bibim nengmjon egyik fajtája, a hö nengmjon (회 냉면) Hamhung városából származik. A hö nengmjon pácolt nyers hal (회, hö), leginkább valódi rájafélék hozzáadásával készült bibim nengmjon. Csilipaprika-paszta és a többi hozzávaló összekeverésével fogyasztják. Ízlés szerint adhatunk hozzá ecetet, cukrot, illetve néha szezámolajat is. A hamhungi nengmjon tésztája általában burgonya vagy édesburgonya keményítőből készül, ami a phenjani nengmjon tésztájához képest sokkal rágósabbá teszi az állagát. A valódi rájafélék mellett pollachiust is használnak a hö nengmjon elkészítéséhez. 
Egy másik fajta nengmjon a jolmu nengmjon (열무 냉면), ami a jolmu nyári retek leveléből készül és jolmu kimcshivel van tálalva.
A csungguk-nengmjon (중국냉면, szó szerinti jelentése kínai nengmjon) egy hideg tészta leves a koreai–kínai konyhában. Hasonlóan a kínai verzióját Kinában „koreai hideg tésztának” (朝鲜冷面; Cháoxiǎn lěng miàn), vagy „Dongbei hideg tésztának” (东北冷面; Dōngběi lěng miàn) hívják, ami népszerű az ország északkeleti részén, ami határos Koreával.
A morioka reimen (盛岡冷麺) a nengmjonból eredeztethető, amit a koreai bevándorlók vittek be Japánba, és részét képezi Japán regionális konyhájának Tohoku megyében. 
Instant nengmjon tészta kapható a boltokban előre csomagolt levesporral és tésztával. Sokszor a termék tartalmaz külön csomagolt mustárolajat is.

## Populáris kultúra
A dél-koreai Infinite Challenge című televíziós műsorban szereplő Pak Mjongszu és Jessica, aki a korábbi Girl’s Generation banda tagja volt, előadták a „Nengmjon” című dalt, ami az ételről kapta nevét. A dalból sláger lett a műsort követően. A 2020-as napi szappanopera, Brilliant Heritage cselekménye egy nengmjon bolt körül forog, aminek tulajdonosa egy 80 éves férfi, aki egy 33 éves nőt vesz feleségül, hogy bosszantsa gyerekeit.

## Politika
A 2018-as észak–déli csúcstalálkozókor Kim Dzsongun egy phenjani rengmjonnal ajándékozta meg a dél-koreai elnököt, Mun Dzseint.

## Fordítás
Ez a szócikk részben vagy egészben  a   Naengmyeon című angol Wikipédia-szócikk fordításán alapul.  Az eredeti cikk szerkesztőit annak laptörténete sorolja fel. Ez a jelzés csupán a megfogalmazás eredetét és a szerzői jogokat jelzi, nem szolgál a cikkben szereplő információk forrásmegjelöléseként.